# Русский (остров, Красноярский край)
Ру́сский — остров архипелага Норденшёльда. Административно относится к Таймырскому району Красноярского края России.

## География
Является самым крупным и самым северным островом архипелага. Площадь острова — 309 км² Имеет вытянутую с юго-запада на северо-восток форму длиной от западного мыса Русского Западного до восточного мыса Русского Северного — 38 километров и шириной до 13 километров. Представляет собой куполообразную возвышенность с высотами до 30 метров. Северный берег крутой, высота обрывов — от 4 до 8 метров, южный — более пологий. Юго-западная и южная часть острова сильно размыта, вследствие чего образовался полуостров Бунге (назван в честь путешественника и зоолога Александра Бунге), ряд узких (50—250 метров) и длинных (до 6 километров) песчаных кос, например, коса Плавниковая и несколько бухт: Большая — самая крупная, длиной 10 километров и шириной до 4 километров, Опасная, Мелкая и лагуна Гусиная.
С расположенной в центральной части кряжа Оленьи Бугры к побережью острова во всех направлениях стекает множество ручьёв, самые крупные из них — Медвежий (7,5 километра), Мелкий (5 километров) — сильно заболоченный у истоков, Олений (8 километров) и Гусиный (около 5 километров). По всему острову разбросаны небольшие озёра горько-солёного типа глубиной до 2 метров.
Тип растительности острова относится к равнинной тундре. Побывавшие здесь в 1993 году орнитологи ИПЭЭ РАН обнаружили на острове колонии чёрной казарки и белой чайки.
С 1935 по 1999 год на острове Русском в районе мыса Русский Северный постоянно действовала одноимённая полярная метеорологическая станция. С момента её закрытия остров, как и архипелаг в целом, стал необитаемым.
| Показатель              | Янв.  | Фев. | Март  | Апр.  | Май  | Июнь | Июль | Авг. | Сен. | Окт. | Нояб. | Дек.  | Год   |
| ----------------------- | ----- | ---- | ----- | ----- | ---- | ---- | ---- | ---- | ---- | ---- | ----- | ----- | ----- |
| Средняя температура, °C | −28,9 | −28  | −25,8 | −20,2 | −9,2 | −1,4 | 1,4  | 1,2  | −1,7 | −10  | −18,4 | −24,3 | −13,8 |
| Источник:               |       |      |       |       |      |      |      |      |      |      |       |       |       |

## Близлежащие малые острова
- Остров Шилейко — небольшой пологий остров в 500 метрах от полуострова Бунге. Назван в честь Евгения Николаевича Шилейко — спутника Эдуарда Толля в экспедиции 1893 года.
- Остров Малышка — крошечный островок в 600 метрах к югу от острова Русского. Длина — менее 100 метров.

### Острова Литке
- Остров Гидрографов — вытянутый, длиной почти 4 километра, остров в 500 метров от острова Русского в районе бухты Опасной. Судя по всему, острова были когда-то единым целым, до сих пор их разделяет неглубокий илистый брод.
- Остров Торосный — расположен в 4,5 километрах к югу от мыса Острого. Представляет собой гранитную скалу с овальным основанием длиной 4,3 километра, высотой 42 метра.
- Остров Ермолова — крупный остров в 4,7 километрах к югу от полуострова Бунге. Имеет 13,4 километра в длину и до 5 километров в ширину. Назван в 1901 году Эдуардом Толлем в честь Алексея Сергеевича Ермолова, государственного и общественного деятеля, ученого-агронома, с 1899 года почетного члена Петербургской Академии Наук.[4]

Безымянные острова — два в районе Плавниковой косы, три в водах бухты Большой, три в бухте Мелкой (до 1,2 километра в длину), один в бухте Опасной и ещё один между полуостровом Бунге и островом Шилейко.